# 陈仁麒
陈仁麒（1913年7月24日—1994年3月27日），原名陈景麟，中国人民解放军中将，1955年获二级八一勋章、一级独立自由勋章、一级解放勋章，1988年获一级红星功勋荣誉章。